# Vorstendom Regensburg

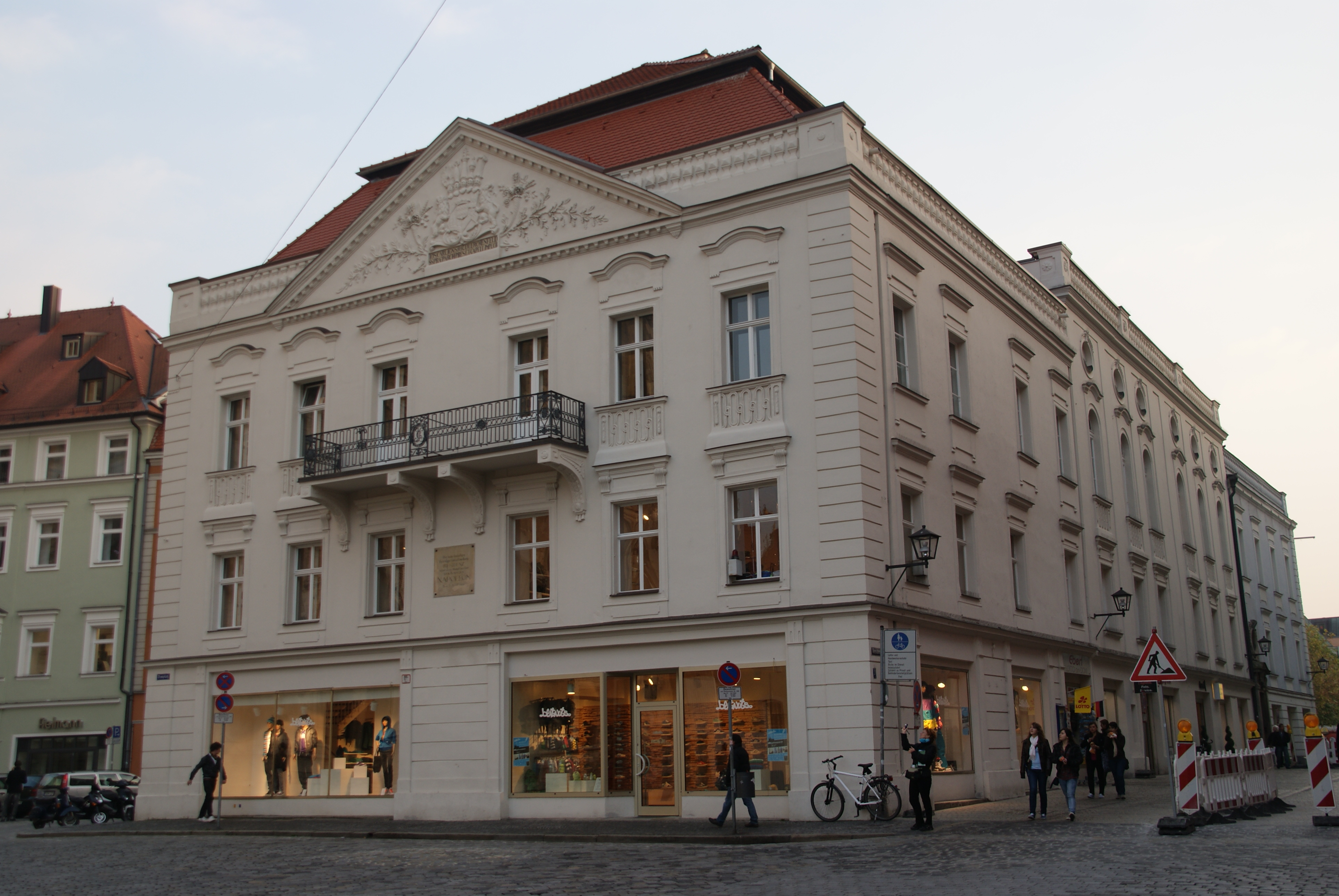
residentie van de vorst-primaat von Dalberg in Regensburg

Het vorstendom Regensburg (Duits:  Fürstentum Regensburg ) was een vorstendom dat onderdeel was van het Keurvorstendom van de aartskanselier, het gebied van de aartskanselier binnen het Heilige Roomse Rijk. Na de opheffing van dit rijk was het vorstendom van 1803 tot 1810 lid van de Rijnbond. De hoofdstad was Regensburg.
Het vorstendom Regensburg ontstond in 1803 bij de Reichsdeputationshauptschluss toen er voor Karl Theodor von Dalberg, de vorst-primaat van het Heilige Roomse Rijk, en het afgeschafte keurvorstendom Mainz na de annexatie van Mainz door de Franse troepen een nieuw land gecreëerd werd. Zijn positie als soeverein vorst werd bevestigd bij de Vrede van Lunéville. Het meeste gebied was afkomstig van het prinsbisdom Regensburg, dat door de heilige Bonifatius in 739 gesticht was. 
Het vorstendom bestond uit het gebied van de heerlijkheden  Donaustauf, Wörth en Hohenburg, de rijksstad Regensburg, de abdijen Sankt Emmeram, Niedmunster en Oberrmünster. Dalberg verkreeg ook het vorstendom Aschaffenburg aan de rivier de Main.
Dalheim verkreeg in ruil voor het verlies van de keurvorstelijke waardigheid, die bij het opgeheven keurvorstendom Mainz hoorden, nieuwe gebieden waarin hij de titel van keurvorst weer gebruikte en daarom noemde hij zijn gebied keurvorstendom Regensburg (Kurfürstentum Regensburg). Omdat de aartsbisschoppelijke status van Mainz overgedragen werd naar het bisdom Regensburg  werd het gebied ook aangeduid als het aartsbisdom Regensburg
Omdat het keurvorstendom Beieren een claim op Regensburg werd er tot 1 februari 1806 geen bisschop in Regensburg geïnstalleerd.  Het vorstendom verloor in 1806 bij de opheffing van het Heilige Roomse Rijk en het ontstaan van de Rijnbond In 1909 werd de Code Napoléon in het vorstendom ingevoerd.
Tijdens de Vijfde Coalitieoorlog vielen de Oostenrijkse troepen het vorstendom Regensburg op 20 april 1809 tijdens de slag bij Regensburg bezetten. De stad werd drie dagen later beschoten en bestormd door Franse troepen. In het verdrag van Parijs droeg Dalberg het vorstendom Regensberg over aan het koninkrijk Beieren die de stad op 22 mei 1810 onderdeel van het Beierse gebied maakten. Dalberg behield de steden Hainau en Fulda die samen met het vorstendom Aschaffenburg die het groothertogdom Frankfurt zouden vormen. Dalberg behield de titel van aartsbisschop van Regensburg tot zijn dood in 1817, ondanks het feit dat hij het vorstendom Regensburg verloren had. Na 1817 werd de titel van aartsbisschop verlaagd tot suffragaan bisdom van het  aartsbisdom München en Freising.